# Taivassalo (ö i Jämsä)
Taivassalo är en stor ö i mellersta delen av Päijänne i Finland. Den ligger i kommunen Jämsä i den ekonomiska regionen  Jämsä  och landskapet Mellersta Finland, i den södra delen av landet, 180 km norr om huvudstaden Helsingfors. Öns area är 5,03 kvadratkilometer och dess största längd är 3,7 kilometer i sydöst-nordvästlig riktning.